# Галстян, Рубен Степанович
Рубен Степанович Галстян — советский хозяйственный, государственный и политический деятель.

## Биография
Родился в 1918 году в селе Сисиан. Член КПСС с 1945 года.
Окончил Ереванский политехнический институт.
Участник Великой Отечественной войны
До 1950 — инженер Алавердинского химического завода, инженер слюдяного завода имени Микояна в Тбилиси.
В 1950—1963 — инженерный работник, секретарь парткома Ереванского химического завода имени Кирова.
В 1963—1974 — первый секретарь Ленинского райкома КПА города Еревана.
В 1974—1985 — министр социального обеспечения Армянской ССР.
Депутат Верховного Совета Армянской ССР 7-11-го созывов. Делегат XXIII и XXIV съездов КПСС.
Жил в Ереване.

## Награды
- Орден Отечественной войны II степени (06.04.1985)
- Орден Трудового Красного Знамени (1966[3], 25.08.1971)
- Орден Дружбы народов (25.07.1981)